# География Финляндии
Финля́ндия — государство на севере Европы, член Европейского союза и Шенгенского соглашения.
Значительная часть территории Финляндии находится за Северным полярным кругом (25 %).
Общая площадь — 337 000 км². С севера на юг протяжённость составляет 1160 км, а с запада на восток — 540 км.
На суше граничит со Швецией (граница составляет 586 км), Норвегией (граница составляет 716 км) и Россией (граница составляет 1265 км).
Длина береговой линии равна 1100 км.
Самая высокая точка страны — г. Халти (Haltiatunturi) 1328 м.
В стране насчитывается около 190 000 озёр. По данным всемирной книги фактов ЦРУ по состоянию на 2018 год леса покрывают 72,9 % территории Финляндии и составляют примерно 245тыс км² , самый высокий процент среди всех развитых стран мира. Единственные другие развитые страны с таким высоким процентом лесного покрова — Швеция (68,7 %), Япония (68,5%) и Южная Корея (63,9%).

По состоянию на 2008 год в Финляндии насчитывалось 35 национальных парков — территорий, на которых обитают редкие или ценные виды животных и растений, имеются особенности ландшафта, встречаются уникальные природные объекты. Их общая площадь превышает восемь тысяч квадратных километров. Согласно финскому законодательству любой человек может свободно гулять по территории национальных парков.

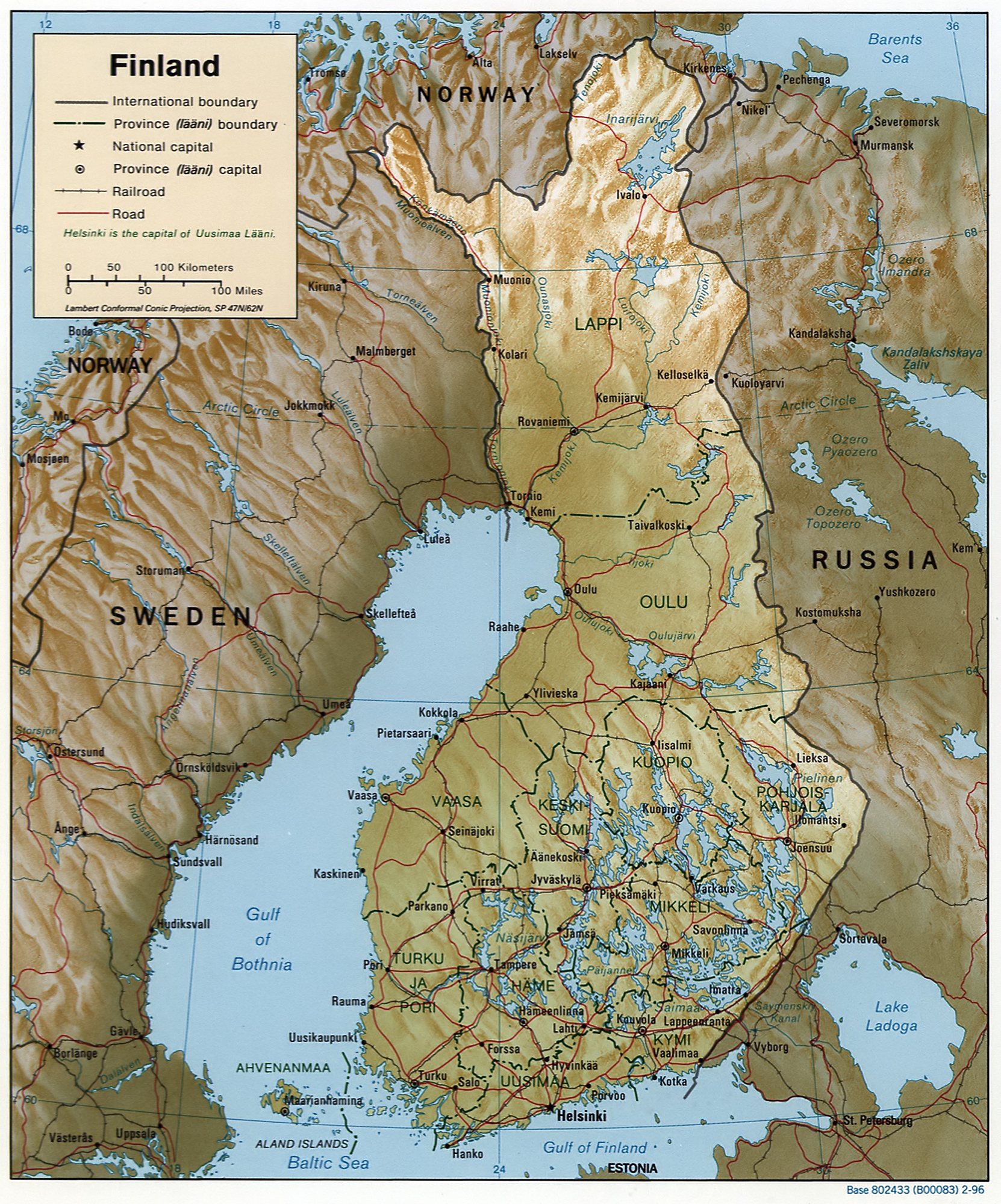
Карта Финляндии